# ターレス・リマ・クルス
ターレス・リマ・クルス（Thales Lima Cruz、1989年2月20日 - ）は、ブラジル・ミナスジェライス州出身のプロサッカー選手。ポジションはフォワード。Jリーグ登録名は「ターレス」。

## 来歴
2010年4月1日付でファビオと共にロアッソ熊本に入団したが、わずか3ヶ月程で退団が発表された。

## 所属クラブ
- 2007年  カンボリウFC
- 2008年 - 2009年  グレミオ・バルエリ
  - 2009年  ECタウバテ（期限付き移籍）
- 2009年  アンパロAC
- 2010年4月 - 2010年7月  ロアッソ熊本
- 2010年  AEヴェロ・クルーベ
- 2010年  オザスコFC
- 2010年  フェルナンドポリスFC
- 2012年  オザスコFC
- 2013年  アトレチコ・ジ・カジャゼイラス
- 2014年  コスタ・リカEC
- 2014年  CAメトロポリターノ
- 2015年  CRアトレティコ・カタラーノ
- 2015年  オペラリオ-MS
- 2015年  ベカメックス・ビンズオン
- 2016年  コスタ・リカEC
- 2016年  グレミオ・マリンガ
- 2016年  パラナ・サッカー・テクニカル・センター
- 2017年  サムットサーコーンFC
- 2018年  リヴェル-PI
- 2018年  プレー・ユナイテッドFC
- 2019年  コーンケンFC
- 2020年  パッターニーFC
- 2020年  ウタイターニーFC
- 2021年 -  ウドーンターニーFC

## 個人成績
| 国内大会個人成績 | 国内大会個人成績 | 国内大会個人成績 | 国内大会個人成績 | 国内大会個人成績 | 国内大会個人成績 | 国内大会個人成績 | 国内大会個人成績 | 国内大会個人成績 | 国内大会個人成績 | 国内大会個人成績 | 国内大会個人成績 |
| 年度             | クラブ           | 背番号           | リーグ           | リーグ戦         | リーグ戦         | リーグ杯         | リーグ杯         | オープン杯       | オープン杯       | 期間通算         | 期間通算         |
| 年度             | クラブ           | 背番号           | リーグ           | 出場             | 得点             | 出場             | 得点             | 出場             | 得点             | 出場             | 得点             |
| 日本             | 日本             | 日本             | 日本             | リーグ戦         | リーグ戦         | リーグ杯         | リーグ杯         | 天皇杯           | 天皇杯           | 期間通算         | 期間通算         |
| ---------------- | ---------------- | ---------------- | ---------------- | ---------------- | ---------------- | ---------------- | ---------------- | ---------------- | ---------------- | ---------------- | ---------------- |
| 2010             | 熊本             | 27               | J2               | 0                | 0                | -                | -                | -                | -                | 0                | 0                |
| 通算             | 日本             | 日本             | J2               | 0                | 0                | -                | -                | -                | -                | 0                | 0                |
| 総通算           | 総通算           | 総通算           | 総通算           | 0                | 0                | 0                | 0                | 0                | 0                | 0                | 0                |